# Saint David, Arizona
Saint David är en ort i Cochise County, Arizona, USA